# 大阪暁光高等学校
大阪暁光高等学校（おおさかぎょうこうこうとうがっこう）は、大阪府河内長野市にある私立高等学校。

## 概要
創立者は高野山真言宗準別格本山盛松寺元住職の高橋道雄。財団法人千代田学園（のちに学校法人）が母体となり、1950年に女子高として創立。仏教系の学校。1995年に男女共学の国際文化科を創設した。2013年に看護科・看護専攻科を創設した。また、普通科コースの改変により女子のみのコースが無くなった。
現在、普通科（進学総合コース、教育探求コース、幼児教育コース）と看護科の2学科4コースがある。30人学級を導入し、基礎学力の育成や生徒の自主活動を重視している。プール施設がなく、水泳授業がない。
学校に隣接して、同一学校法人が運営する大阪千代田短期大学附属幼稚園と、系列法人の社会福祉法人ちよだ福祉会が運営するおおさかちよだ保育園が設置されている。

## 沿革
- 1947年10月 - 財団法人女子専修学院設立（のちに財団法人千代田学園へ改称）。
- 1950年4月 - 千代田高等学校として開校。附属幼稚園開園。家庭科及び普通科を置く。
- 1952年4月 - 校歌制定。
- 1960年4月 - 家庭科の他に普通科を置く。
- 1962年4月 - 普通科に普通、商業の2コースを置く。
- 1965年4月 - 大阪千代田短期大学開校。幼児教育科を置き、幼稚園を同大学附属幼稚園に改組。
- 1989年4月 - 普通科国英コース新設。よって普通科標準コース（家庭、普通、商業）と国英コースの2コース制とする。
- 1990年4月 - 普通科標準コースの「家庭」を「生活文化」と改称。
- 1993年
  - 4月 - 普通科標準コースの「生活文化」を「商業」に統合。
  - 10月 - 総合館落成。
- 1994年4月 - 大阪千代田短期大学が同市小山田町に移転。
- 1995年4月 - 国際文化科（男女共学）開設と同時に共学校となる。
- 1996年4月 - 普通科国英コースを男女共学に。
- 1997年4月 - 普通科国英コースを普通科文理コースと改称。
- 1998年4月 - 普通科標準コースを普通科総合コースと改称。
- 2005年4月 - 普通科総合コースを普通科普通コースと改称。
- 2006年4月 - 制服改新。
- 2009年4月 - 普通科の普通コース、文理コースを総合キャリアコース、文理I類・Ⅱ類コースに改称。
- 2010年
  - 4月 - 国際文化科を普通科国際文化コースに改称。
  - 10月 - 創立60周年を記念して、新校舎建設事業決定。
- 2011年 - 旧大阪千代田短期大学校舎取り壊し。
- 2013年4月 - 校名を大阪暁光高等学校へ変更。 新校舎落成。 普通科総合キャリアコース、文理Ⅰ類・Ⅱ類コースを普通科進学総合コース、文理特進コースに改変・改称。普通科国際文化コース廃止。 看護科新設。 制服改新。
  - 5月 - 旧千代田高等学校校舎取り壊し。
  - 10月末 - 新校舎建設事業完了。
- 2016年4月 - 看護専攻科開設。
- 2021年4月 - 本校の校舎の一部を高野山大学が共有することとなり、共有部分が高野山大学大学文学部教育学科の千代田キャンパスとなる

## 出身者
- 伊東美咲 - 女優、福島県立遠野高等学校中退後入学
- 西村日加留 - 大阪府議会議員

## 交通
- 千代田駅（南海高野線）西へ徒歩約8分。